# Mistrzostwa Świata w Kolarstwie Górskim 2013
24. Mistrzostwa świata w kolarstwie górskim – zawody sportowe, które odbyły się w południowoafrykańskim Pietermaritzburgu w dniach 26 sierpnia−21 września 2013. W programie znalazło się 21 konkurencji, w tym siedem w cross-country i trialu, po dwie w cross-country eliminatorze i four crossie oraz cztery w zjeździe. Pierwotnie zawody w four crossie miały odbyć się 31 sierpnia, jednak przeniesiono je na 21 września do austriackiego Leogang. Były to pierwsze mistrzostwa świata, na których four-cross odbył się oddzielnie od pozostałych konkurencji.

## Medaliści
| Konkurencja:                      | Złoto:                                                                                 | Czas     | Srebro:                                                                                           | Czas     | Brąz:                                                                                       | Czas     |
| Cross-country                     |                                                                                        |          |                                                                                                   |          |                                                                                             |          |
| mężczyźni elite (31 sierpnia)     | Nino Schurter                                                                          | 1:40:17  | Manuel Fumic                                                                                      | 1:40:24  | José Antonio Hermida                                                                        | 1:40:38  |
| kobiety elite (31 sierpnia)       | Julie Bresset                                                                          | 1:42:54  | Maja Włoszczowska                                                                                 | 1:42:59  | Esther Süss                                                                                 | 1:44:00  |
| mężczyźni do lat 23 (30 sierpnia) | Gerhard Kerschbaumer                                                                   | 1:28:55  | Julian Schelb                                                                                     | 1:29:53  | Michiel van der Heijden                                                                     | 1:30:19  |
| kobiety do lat 23 (30 sierpnia)   | Jolanda Neff                                                                           | 1:25:44  | Pauline Ferrand-Prévot                                                                            | 1:28:10  | Jana Bełomoina                                                                              | 1:29:29  |
| juniorzy (29 sierpnia)            | Lukas Baum                                                                             | 1:20:06  | Peter Disera                                                                                      | 1:20:48  | Gioele Bertolini                                                                            | 1:21:08  |
| juniorki (29 sierpnia)            | Alessandra Keller                                                                      | 1:18:24  | Emilie Collomb                                                                                    | 1:19:10  | Sarah Bauer                                                                                 | 1:19:25  |
| sztafeta mieszana (28 sierpnia)   | Włochy · Marco Aurelio Fontana · Gioele Bertolini · Eva Lechner · Gerhard Kerschbaumer | 58:12    | Francja · Jordan Sarrou · Raphaël Gay · Julie Bresset · Maxime Marotte                            | 58:12    | Niemcy · Markus Schulte-Lünzum · Georg Egger · Hanna Klein · Manuel Fumic                   | 1:00:33  |
| Eliminator                        |                                                                                        |          |                                                                                                   |          |                                                                                             |          |
| mężczyźni (1 września)            | Paul van der Ploeg                                                                     |          | Daniel Federspiel                                                                                 |          | Catriel Andrés Soto                                                                         |          |
| kobiety (1 września)              | Alexandra Engen                                                                        |          | Jolanda Neff                                                                                      |          | Linda Indergand                                                                             |          |
| Zjazd                             |                                                                                        |          |                                                                                                   |          |                                                                                             |          |
| mężczyźni elite (1 września)      | Greg Minnaar                                                                           | 3:58.058 | Michael Hannah                                                                                    | 3:58.454 | Jared Graves                                                                                | 4:01.391 |
| kobiety elite (1 września)        | Rachel Atherton                                                                        | 4:28.043 | Emmeline Ragot                                                                                    | 4:36.675 | Tracey Hannah                                                                               | 4:40.438 |
| juniorzy (30 sierpnia)            | Richard Rude                                                                           | 4:06.640 | Loris Vergier                                                                                     | 4:12.367 | Michael Jones                                                                               | 4:14.043 |
| juniorki (30 sierpnia)            | Tahnee Seagrave                                                                        | 4:52.001 | Danielle Beecroft                                                                                 | 4:59.513 | Tegan Molloy                                                                                | 5:11.449 |
| Four cross                        |                                                                                        |          |                                                                                                   |          |                                                                                             |          |
| mężczyźni (21 września)           | Joost Wichman                                                                          |          | Michael Měchura                                                                                   |          | Quentin Derbier                                                                             |          |
| kobiety (21 września)             | Caroline Buchanan                                                                      |          | Katy Curd                                                                                         |          | Céline Gros                                                                                 |          |
| Trial                             |                                                                                        |          |                                                                                                   |          |                                                                                             |          |
| mężczyźni 26" (31 sierpnia)       | Vincent Hermance                                                                       | 14 pkt   | Gilles Coustellier                                                                                | 19 pkt   | Kenny Belaey                                                                                | 26 pkt   |
| mężczyźni 20" (30 sierpnia)       | Abel Mustieles                                                                         | 12 pkt   | Aurélien Fontenoy                                                                                 | 28 pkt   | Benito Ros                                                                                  | 30 pkt   |
| kobiety (30 sierpnia)             | Tatiana Janíčková                                                                      | 8 pkt    | Gemma Abant                                                                                       | 8 pkt    | Janine Jungfels                                                                             | 17 pkt   |
| juniorzy 26" (31 sierpnia)        | Jack Carthy                                                                            | 1 pkt    | Nils-Obed Riecker                                                                                 | 14 pkt   | Jérémy Descloux                                                                             | 32 pkt   |
| juniorzy 20" (30 sierpnia)        | Bernat Seuba                                                                           | 18 pkt   | Thomas Pechhacker                                                                                 | 31 pkt   | Alex Rudeau                                                                                 | 32 pkt   |
| drużynowo (30 sierpnia)           | Hiszpania · Bernat Seuba · Benito Ros · Rafael Tibau · Gemma Abant                     | 447 pkt  | Francja · Alex Rudeau · Aurélien Fontenoy · Jérémy Descloux · Gilles Coustellier · Marion Porcher | 399 pkt  | Niemcy · Lucas Krell · Matthias Mrohs · Jonathan Sandritter · Hannes Herrmann · Andrea Wesp | 350 pkt  |

## Tabela medalowa
| Miejsce | Państwo           | Złoto | Srebro | Brąz | Razem |
| ------- | ----------------- | ----- | ------ | ---- | ----- |
| 1       | Hiszpania         | 3     | 1      | 2    | 6     |
| 1       | Szwajcaria        | 3     | 1      | 2    | 6     |
| 3       | Wielka Brytania   | 3     | 1      | 1    | 5     |
| 4       | Francja           | 2     | 7      | 4    | 13    |
| 5       | Australia         | 2     | 2      | 4    | 8     |
| 6       | Włochy            | 2     | 1      | 1    | 4     |
| 7       | Niemcy            | 1     | 3      | 3    | 7     |
| 8       | Holandia          | 1     | 0      | 1    | 2     |
| 9       | Południowa Afryka | 1     | 0      | 0    | 1     |
|         | Słowacja          | 1     | 0      | 0    | 1     |
|         | Stany Zjednoczone | 1     | 0      | 0    | 1     |
|         | Szwecja           | 1     | 0      | 0    | 1     |
| 13      | Austria           | 0     | 2      | 0    | 2     |
| 14      | Czechy            | 0     | 1      | 0    | 1     |
|         | Kanada            | 0     | 1      | 0    | 1     |
|         | Polska            | 0     | 1      | 0    | 1     |
| 17      | Argentyna         | 0     | 0      | 1    | 1     |
|         | Belgia            | 0     | 0      | 1    | 1     |
|         | Ukraina           | 0     | 0      | 1    | 1     |